# Esteles funeràries de Pelagalls
Les Esteles funeràries de Pelagalls són unes esteles discoïdals de Pelagalls, al municipi dels Plans de Sió (Segarra), incloses a l'Inventari del Patrimoni Arquitectònic de Catalunya.

## Descripció
Es tracta d'un conjunt de sis esteles funeràries discoïdals, situades al voltant de l'absis de l'església de Sant Esteve de Pelagalls, on estava situat l'antic cementiri o fossar. Les sepultures estan orientades Est-Oest, amb els peus del difunt orientats cap a l'Est, encapçalades per l'estela discoïdal.
De les sis esteles del fossar de Pelagalls, quatre estan marcades amb la creu grega, una creu de quatre braços iguals dins un cercle, i les dues restants el seu estat és d'erosió avançada i no es distingeix cap mena de representació. Estan realitzades amb pedra autòctona, saulonenca, i les seves mides oscil·len de 0,37 metres a 0,41 metres de diàmetre, de 0,16 metres a 0,17 metres el gruix i l'amplada dels peduncles per la seva part visible oscil·la entre 0,20 metres a 0,24 metres.

## Història
L'origen de les esteles es pot situar a l'últim quart del segle xi, moment en què va quedar definitivament organitzada la repoblació cristiana de la ribera del Sió. El motiu de la creu circumscrita de quatre braços iguals és molt utilitzada pel cristianisme i simbolitza la immortalitat.